# Seven Kingdoms (groupe)
Pour les articles homonymes, voir Seven Kingdoms (homonymie).
Seven Kingdoms est un groupe de power metal américain, originaire de DeLand, en Floride. Depuis 2009, la formation s'est fait connaître par-delà l'Atlantique en tournant dans de nombreux pays en compagnie de groupes tels que W.A.S.P., Blind Guardian, Stratovarius et Amaranthe, entre autres.

## Biographie
Seven Kingdoms est formé en 2007 à DeLand par le guitariste Camden Cruz et le chanteur Bryan Edwards, à la suite de leur ancien groupe, This Solemn Vow. Après plusieurs changements de membres, la formation trouve son noyau dur en 2009 avec le départ de Bryan et l'arrivée de la chanteuse Sabrina Valentine. La majorité des textes du groupe est directement inspirée des œuvres de George R. R. Martin, en particulier l'univers du Trône de fer (Game of Thrones).
Un premier essai auto-produit, Brothers of the Night, est publié en 2007. En 2008, ils tournent en Floride en soutien à l'album. En janvier 2008, ils remplacent Aghora à l'événement Florida's Hellstock. En mai 2008, ils jouent au Maximum Metal Show de St. Petersburg, en Floride.
Le groupe signe chez Nightmare Records en 2010. Ils jouent ensuite au SwordFest avec le groupe Cage. Ils sortent leur deuxième opus, sobrement intitulé Seven Kingdoms, la même année. Le troisième album du groupe, The Fire is Mine, est sorti en novembre 2012. En mars et avril 2013, le groupe joue en Europe pour la première fois, aux côtés d'Amaranthe et Stratovarius, dans 13 pays.

## Membres

### Membres actuels
- Camden Cruz – guitare, chœurs (depuis 2007)
- Kevin Byrd – guitare, chœurs (depuis 2007)
- Keith Byrd – batterie (depuis 2007)
- Sabrina Valentine – chant féminin (depuis 2009)
- Aaron Sluss – basse, chœurs (depuis 2010)

### Anciens membres
- Bryan Edwards – chant masculin (2007–2009)
- Cory Stene – basse (2007–2009)
- John Zambrotto – clavier (2007–2009)
- Miles Neff – basse (2009–2010)

## Discographie

### Albums
- 2007: Brothers of the Night
- 2010: Seven Kingdoms
- 2012: The Fire Is Mine
- 2017: Decennium

### EPs
- 2019: Empty Eyes